# Calyptotheca latifrons
Calyptotheca latifrons is een mosdiertjessoort uit de familie van de Lanceoporidae. De wetenschappelijke naam van de soort is, als Emballotheca latifrons, voor het eerst geldig gepubliceerd in 1952 door Osburn.